# Trujillina hursti
Trujillina hursti är en spindelart som först beskrevs av Bryant 1948.  Trujillina hursti ingår i släktet Trujillina och familjen Ctenidae. Inga underarter finns listade i Catalogue of Life.